# Velika Hrastilnica
Velika Hrastilnica – wieś w Chorwacji, w żupanii zagrzebskiej, w gminie Križ. W 2011 roku liczyła 166 mieszkańców.